# 南木林县
南木林县（藏語：རྣམ་གླིང་རྫོང་།，威利转写：rnam gling rdzong，藏语拼音：Namling Zong）是中华人民共和国西藏自治区日喀则市东北部的一个县。藏语中意思是“胜利”。

## 行政区划
南木林县下辖1个镇、16个乡：
南木林镇、达那乡、卡孜乡、多角乡、秋木乡、艾玛乡、土布加乡、茶尔乡、索金乡、达孜乡、奴玛乡、热当乡、拉布普乡、普当乡、仁堆乡、芒热乡和甲措乡。

## 人口
根據南木林县第七次全国人口普查主要数据公布如下：全县常住人口为83531人，与2010年第六次全国人口普查的74930人相比，增加8601人，增长11.48 %，年平均增长率为1.09%。

## 交通
- 562国道